# ココロノ
『ココロノ』とは、2008年11月28日にFlyingShine黒から発売されたアダルトゲーム。

## ゲームシステム
ヤンデレを題材とした作品である本作は、ヒロイン全員がヤンデレであり、選択肢を間違えると「ヤンデレクラッシュ」が発生して悲惨な展開を迎えることがあるほか、一部のルートでは主人公も心を病む展開を迎える。
本作では、ヤンデレの行動原理をよりわかりやすくするために、エンディングを迎えた後にヒロインの視点からシナリオを読み直すことができるようになっている。

## あらすじ
主人公・荻 良太は平凡な日々を送っていた。
夏休みも近い六月のある日、良太がある行動をとった結果、自分の周りにいた人たちが自らの心の内に秘めていたものを暴走させていった。

## 登場人物
荻 良太（おぎ りょうた）
本作の主人公。
鴨居 由真（かもい ゆま）
声：逢川奈々
良太の幼稚園時代からの幼馴染で、良太の家の家事を担っている。やや無愛想ながらも幼馴染には甘い。
長年心を病んでそれが常態化した結果、良太に対して病的な愛情を向けるようになった。
城田 美紀 （しろた みき）
声：Ageha
良太らの後輩で、先天性のアルビノ故他者から避けられてきたため、他者とのかかわり絶たないと自我を保つことができず、他人に対して攻撃的な言葉を投げつける。また、体質上日光を避けざるを得ず、常に日陰で一人で過ごしている。
神代 裕子（かみよ ゆうこ）
声：五十嵐ナナコ
良太らの先輩で、部員が二人しかいない演劇部の部長を務めている。
家は食品会社を経営しているが、本人はジャンクフード等を好む。
穏やかで笑みを絶やさないが、実際は大好きな人が自らに関心を示していないとわかるや否や自分へ関心を向けるよう無茶をする傾向にある。
畠 静子（はたけ しずこ）
声：星野もえる
良太・由真・誠のクラスの担任。明るく元気だが、思ったことをすぐ口にしたり威圧的な態度をとるため、良太からは怖がられている。また、間違いを見つけたとき、それを全力で正そうとする傾向にある。
相田 誠（あいだ まこと）　
声：榎津まお
良太と由真の幼馴染。小柄で女顔だが、かなりの大食漢。